# Пожар на пароме «Скандинавиан Стар»
Пожар на пароме «Скандинавиан Стар» — морская катастрофа, произошедшая в субботу 7 апреля 1990 года. В результате пожара всего за 45 минут погибло 158 человек, а сам паром стал непригодным для дальнейшего плавания. Эта катастрофа стала крупнейшей по числу погибших во всей истории скандинавских стран и заставила во многом пересмотреть правила морских перевозок по всему миру.

## Паром
Автомобильно-пассажирский девятипалубный паром «Скандинавиан Стар» был построен в 1971 году во Франции. Раньше паром являлся плавучим казино в Майами, пока его не переделали под пассажирские перевозки. В центральной части парома располагались автомобили, а по краям — пассажирские каюты. Больше всего кают было на пятой палубе, где они занимали всё пространство. На шестой палубе располагались рестораны, бары, дискотечные залы и разные магазины. На восьмой палубе располагался ходовой мостик, с которого осуществлялось управление паромом.

## Последний рейс
6 апреля 1990 года, паром вышел в море из Осло и направился в датский порт Фредериксхавн. Паром отправился в 21:45, с опозданием на 2 часа 15 минут из-за задержки с погрузкой. На борту находились 395 пассажиров и 100 членов экипажа. Судном управлял капитан Хокун Ларсен, у которого был 20-летний стаж. Погода была хорошая, на море был штиль, и паром шёл с обычной крейсерской скоростью.

## Пожар
В 2:00, когда паром находился в пути уже 4 часа 15 минут, в коридоре на третьей палубе, в куче постельного белья начался пожар. Поскольку на этой палубе не было людей, возгорание заметили с запозданием, когда пожар уже приобрел большой размер. Огонь стремительно набирал силу, с огромной скоростью распространяясь по коридору. Через непродолжительное время огонь дошёл до лестницы. Лестничный пролёт сработал как вытяжная труба: возникла сильная тяга, которая раздувала пожар, многократно усиливая скорость распространения огня. Пожар огненной стеной проносился по коридорам, стремительно захватывая вышележащие палубы. Всего через несколько минут четвёртая и пятая палубы оказались охвачены огнём. В 2:11 трое молодых людей на пятой палубе заметили плотную стену дыма и сообщили администратору, которая в 2:15 доложила о пожаре капитану Ларсену. В это же время проснувшиеся пассажиры увидели дым и стали нажимать кнопки пожарной сигнализации. С помощью дистанционного управления капитан начал закрывать противопожарные двери в тех местах, где пассажиры нажимали на кнопки извещателей. Также капитан включил систему звукового оповещения. Тем временем огонь охватил и шестую палубу. Все коридоры и каюты оказались заполнены густым ядовитым дымом. Пассажиры, не видя путей к спасению, гибли за считанные минуты от отравления дымом. Многие пассажиры пытались спастись в шкафах, душевых кабинах и туалетах, но дым убивал их и там. Тем временем капитан Ларсен послал сигнал SOS и заглушил двигатель парома, чтобы облегчить спуск на воду спасательных шлюпок.

## Спасательная операция
Первым к горящему парому подошёл другой пассажирский паром «Stena Saga». К тому времени уже многие шлюпки с пассажирами были спущены на воду. Огнём уже была полностью охвачена корма судна, языки пламени поднимались на высоту 15 метров. В 3:20 ядовитый дым начал заполнять ходовой мостик, и капитан Ларсен покинул горящее судно. Однако, на пароме всё ещё находились более 30 человек, которые из-за пожара не могли добраться до спасательных шлюпок на седьмой палубе. В 5:30 на борт парома поднялись первые спасатели. Только через час им удалось добраться до пятой палубы. Но там они обнаружили только тела погибших, всего было 76 человек. Пока спасательные суда доставляли выживших в порты Норвегии, Швеции и Дании, горящий паром буксировали в шведский порт Люсечиль. По пути пожарные суда продолжали поливать паром водой, а спасатели искали выживших. Когда пожар был полностью потушен, общее число погибших составило 158 человек.

## Расследование
Расследованием причин столь ужасной катастрофы занялась группа скандинавских экспертов. В пожарно-технической лаборатории был воссоздан этот пожар с использованием аналогичных условий и материалов. На месте катастрофы следователи выяснили, что стены и потолки коридоров парома были обшиты негорючими асбестовыми панелями. Однако при реконструкции панели были выкрашены горючей краской, слоем толщиной 1,6 мм. Учёные выяснили, что 1 квадратный метр такого покрытия даёт силу горения, аналогичную одновременному горению 1,5 литров бензина. Этим объясняется огромная сила и высокая скорость распространения пожара по судну. 
Также выяснилось, что поскольку пожар был замечен поздно, закрытые капитаном противопожарные двери уже не сыграли никакой роли. К тому же большой скорости распространения огня способствовала поздно выключенная система вентиляции парома, которая раздувала огонь и тянула раскалённый дым по коридорам, а также вниз, на автомобильную палубу. Затем следователи занялись вопросом, почему на пятой палубе было столько жертв. Оказалось, что роковую роль сыграли коридоры. В кормовой части палубы они представляли собой лабиринты, заканчивающиеся тупиком. Дым, выделявшийся при горении краски, содержал огромное количество угарного газа, фенолов и синильной кислоты. Это делало дым крайне ядовитым и не оставило шансов пассажирам, заблудившимся в лабиринте коридоров и оставшимся в своих каютах. 
Вслед за тем обнаружились новые факты — поскольку паром реконструировали из казино всего за 10 дней, новая команда судна была плохо обучена, не было проведено ни одной учебной пожарной тревоги. Также следователи обратили внимание на тот факт, что команда судна была многонациональна, её члены говорили на разных языках. Из-за этого при пожаре члены команды не могли совершать слаженных действий. 
Оставался последний невыясненный вопрос — что стало причиной возгорания. В коридоре на третьей палубе следователи обнаружили остатки льна. Это указывало на то, что пожар начался в куче постельного белья, лежащей у стены коридора. Но рядом не было обнаружено ни одного возможного источника огня (провода, розетки, гидравлические системы, лампы освещения). К тому же, один из свидетелей сообщил, что незадолго до рокового пожара заметил возгорание возле двери своей каюты. Он потушил пламя и известил команду парома, о пожаре было доложено капитану. Однако капитан Ларсен не закрыл противопожарные двери и не приказал произвести проверку судна. 
Следователи обнаружили среди погибших пассажира из Дании, неоднократно привлекавшегося к ответственности за поджоги. В отчёте было указано, что причиной пожара стал преднамеренный поджог судна.
Однако остаются сомнения в том, что судно поджег именно этот датчанин. В 2013 году независимые эксперты заключили, что он задохнулся еще до того, как произошло последнее возгорание на судне из четырёх, имевших место. В журналистских расследованиях утверждалось, что поджог мог быть связан с мошенничеством со страхованием судна. Эксперты предположили, что в пожаре могли быть замешаны, как минимум, трое членов экипажа. В 2014-2016 годах было проведено новое официальное расследование, которое, однако, не дало информации, которая бы могла стать основанием для обвинения кого-либо в поджоге.

## Ответственность
Главный менеджер судовладельческой компании и капитан Ларсен были признаны виновными в халатности, повлекшей за собой гибель 158 человек. Оба были приговорены к шести месяцам лишения свободы. Семьям и родственникам погибших были выделены материальные компенсации.

## Последствия
Катастрофа «Скандинавиан Стар» заставила мир полностью пересмотреть правила техники безопасности на морском транспорте. Отныне правила предписывают обязательное наличие автоматических пожарных извещателей с детекторами дыма. Было запрещено использование горючей краски для отделки помещений судов. В программу обучения и подготовки команды судов вошли обязательные учения по действиям в чрезвычайных ситуациях. Также на менеджеров и операторов компаний-судовладельцев была возложена большая ответственность за обучение корабельных команд и их готовность к чрезвычайным ситуациям.